# Водные объекты Ярославской области
Водные объекты Ярославской области.

## Водотоки
По территории Ярославской области протекает 4327 водотоков общей протяженностью 19 340 км. Наибольшее количество — 3696 — составляют ручьи и малые реки, длина которых не превышает 10 км. Длину от 11 до 20 км имеют 245 рек, от 21 до 50 км имеют 64 реки; от 51 до 200 км — 18 рек и, наконец, 11 относительно крупных рек области имеют длину от 101 до 150 км. Большинство из этих рек несут свои воды в главную реку — Волгу, являясь её притоками или притоками её притоков. Несколько рек впадает в озеро Неро и Плещеево, а также в реку Кострому.

### Развитие рек
Развитие современной речной сети в пределах области, как и на смежных территориях, происходило после ледниковой эпохи, так как отступление ледника сопровождалось появлением многочисленных озер и болот. В периоды интенсивного таяния снегов и ледников озера переполнялись водой. Вследствие неодинакового уровня вода из одних озер перетекала через перемычки в другие. Возникали протоки. По мере врезания и углубления протоков происходило соединение озер как бы в цепочку. В дальнейшем протоки оказывались настолько широкими, что вместе с системой озер превращались в реку. Предполагается, что так образовались многие реки Ярославской области, в том числе и Волга в своём верхнем течении. В книге А. Н. Иванова «Геологическое прошлое Ярославской области» (1955 г.) сказано, что в послеледниковую эпоху на территории Ярославской и Костромской областей существовали два очень крупных озера — Молого-Шекснинское и Ярославско-Костромское, возникшие после таяния ледника. Со временем перемычки между ними были прорезаны протоком, который соединил эти озёра. В свою очередь, Ярославско-Костромское соединилось протоком, прорезавшим перемычку у Плеса, с речной системой, включавшей в себя Унжу, Каму, Среднюю и Нижнюю Волгу. Вода озер через протоки была спущена, на месте оказались широкие долины. Такие широкие волжские долины мы можем наблюдать в Некрасовском районе или на месте Рыбинского водохранилища в пределах Молого-Шекс-нинской низины. На участках, где образовывались протоки, долина Волги превращается в относительно узкий коридор. Такой участок расположен между Ярославлем до Рыбинсков, особенно в пределах Тутаевского района. Вместе с процессом формирования долины реки Волги шло образование и других рек области, таких как Которосль, Обнора, Согожа, Ухра, Соть и другие.

### Характеристика рек
- Равнинный тип. Истоки всех рек находятся на высоте от 100 до 290 метров над уровнем моря.
- Развитая речная сеть.
- Спокойное, не быстрое течение (не более 0,5 м/сек).
- Некоторые мелкие речки летом пересыхают, зимой промерзают до дна. Массовое таяние льда обычно происходит в первую декаду апреля, а числа с 15-20, когда сходит снежный покров, начинается весенний ледоход, который длится до 8 дней (это зависит от величины реки). Реки покрыты льдом примерно 5 месяцев в году
- С середины мая, после спада половодья, до конца сентября на реках устанавливается летняя межень — период летнего низкого стояния воды. Если зимняя межень (ноябрь-март) связана с переходом рек только на подземное питание, то летняя межень вызывается большим испарением влаги с поверхности земли.

### Наиболее крупные реки области
| Река      | Исток реки                                        | Куда впадает        | Длина в км | Длина в км            |
| Река      | Исток реки                                        | Куда впадает        | Всего      | В пределах Яросл. обл |
| Волга     | У д. Волговерховье Тверской обл                   | В Каспийское море   | 3700       | 340                   |
| Которосль | После слияния рек Устья и Вексы в Ростовском р-не | В Волгу             | 125        | 125                   |
| Устье     | Близ с. Заозерья Угличского района                | В Которосль         | 145        | 145                   |
| Сара      | Из Сарского болота Ростовского р-на               | В оз. Неро          | 93         | 93                    |
| Солоница  | Из Писцовских болот Ивановской обл                | В Волгу             | 132        | 30                    |
| Юхоть     | В Большесельском р-не                             | В Волгу             | 70         | 70                    |
| Черёмуха  | Из Варегова болота в Большесельском р-не          | В Волгу             | 72         | 72                    |
| Ить       | В Даниловском р-не                                | В Волгу             | 68         | 68                    |
| Обнора    | В Вологодской обл.                                | В р. Кострому       | 127        | 90                    |
| Соть      | В Любимском р-не                                  | В р. Кострому       | 170        | 170                   |
| Согожа    | В Вологодской обл.                                | В Рыбинское водохр. | 125        | 90                    |
| Ухра      | В Тутаевском р-не                                 | В Рыбинское водохр. | 135        | 135                   |
| Сить      | В Тверской обл.                                   | В Рыбинское водохр. | 158        | 100                   |
| Сутка     | В Некоузском р-не                                 | В Рыбинское водохр. | 84         | 84                    |

## Водоёмы
В Ярославской области насчитывается около 80 озёр, из них более тридцати имеют площадь более 6 гектаров. Озеро Неро — одно из главных озёр Ярославской области.

### Характеристика озёр
По происхождению озёра делятся на два основных типа:
- ледниково-эрозионные (Неро, Плещеево, Сомино, Вашутинское и другие);
- пойменные (Яхробольское, Искробольское, Шачебольское и другие).

Также в области существуют искусственные водоёмы, например, Рыбинское водохранилище.

### Наиболее крупные озёра Ярославской области
| № п.п. | Название озера | Площадь в га | Наибольшая глубина в м | Административный район |
| 1      | Неро           | 5130         | 3,5                    | Ростовский             |
| 2      | Плещеево       | 5002         | 25                     | Переславский           |
| 3      | Вашутинское    | 272          | 3,5                    | Переславский           |
| 4      | Яхробольское   | 258          | 2,0                    | Некрасовский           |
| 5      | Согожское      | 199          | 2,0                    | Некрасовский           |
| 6      | Великое        | 175          | 1,5                    | Некрасовский           |
| 7      | Рюмниковское   | 160          | 6,5                    | Ростовский             |
| 8      | Ловецкое       | 122,6        | 1,0                    | Ростовский             |
| 9      | Сомино         | 85           | 4,0                    | Переславский           |
| 10     | Савельевское   | 75           | 8,0                    | Переславский           |
| 11     | Искробольское  | 73           | 0,8                    | Некрасовский           |
| 12     | Шачебольское   | 72           | 7,2                    | Некрасовский           |
| 13     | Чачино         | 72           | 5,0                    | Ростовский             |
| 14     | Дунаговское    | 67           | 2,0                    | Большесельский         |
| 15     | Чашницкое      | 60           | 8,5                    | Ростовский             |